# Джонсон, Уэсли
Уэсли Джамарр Джонсон (англ. Wesley JaMarr Johnson; род. 11 июля 1987, Корсикана, Техас, США) — американский баскетбольный тренер и бывший игрок, выступавший в Национальной баскетбольной ассоциации. Ассистент по развитию игроков в команде «Лос-Анджелес Клипперс».
Играл в амплуа лёгкого форварда и атакующего защитника. Был выбран в первом раунде под четвёртым номером на драфте НБА 2010 года клубом «Миннесота Тимбервулвз».

## Описание спортсмена
Джонсон обладает немного рваным стилем игры, который позволяет игроку быть икс-фактором в своей команде. Способность предугадывать действия соперника помогает Джонсону блокировать поспешные попытки соперника и перехватывать небрежные передачи, габариты и атлетичность бороться за подбор. У Уэсли явные проблемы с дальним броском, дриблингом на высокой скорости, штрафными бросками. Уэсли Джонсона часто сравнивают с форвардом «Даллас Маверикс» Шоном Мэрионом.

## Студенческая карьера
Уэсли Джонсон учился в «Сиракьюсском университете» и выступал за команду «Сиракьюс Орандж» (англ. Syracuse Orange), в которой провёл один сезон. Форвард потерял год по причине трансфера из «Айова Стэйт Сайклонс». Средняя статистика в сезоне NCAA 2009/2010 в составе «Сиракьюз»: 26,7 минуты, 15,6 очка, 8,6 подбора, 2,5 передачи, 1,7 перехвата, 1,9 блок-шота. По результатам прошедшего студенческого сезона Джонсона включили в символическую пятёрку США по версии AP, в которую также вошли Джон Уолл, Скотти Рейнольдс, Демаркус Казинс и Эван Тёрнер. Уэсли Джонсон был признан лучшим игроком конференции Big East в сезоне 2009/2010. 12 апреля 2010 года Уэсли Джонсон заявил, что пропустит последний год обучения в колледже ради участия в драфте НБА 2010 года.

## Профессиональная карьера

### Миннесота Тимбервулвз (2010—2012)
Джонсон был выбран командой «Миннесота Тимбервулвз» под 4-м номером на драфте НБА 2010 года. 18 марта 2011 года Джонсон установил рекордный показатель за карьеру, набрав 29 очков (11 из 21 точных броска) в игре против «Лос-Анджелес Лейкерс».

### Финикс Санз (2012—2013)
27 июля 2012 года игрок в результате сделки трёх команд был обменян в «Финикс Санз». В своей первой игре в составе «Санз» Джонсон забил трехочковый в клатче в победном мачте над «Детройт Пистонс». Джонсон не получал значительного игрового времени в составе «Санз» до прихода Линдси Хантера на пост главного тренера команды. 26 февраля 2013 года Джонсон набрал 14 очков, а также 9 подборов, 3 передачи и 2 перехвата в победе над своей бывшей командой «Миннесота Тимбервулвз» со счетом 84-83. Днем позже Джонсон забил решающий трехочковый бросок с передачи Джермейна О'Нила, который помог «Санз» выиграть в овертайме у «Сан-Антонио Сперс» со счетом 105:101. 1 марта 2013 года Джонсон набрал максимальные в сезоне 15 очков, добавил шесть подборов и два перехвата в победе над «Атланта Хокс» со счетом 92-87.

### Лос-Анджелес Лейкерс (2013—2015)
15 июля 2013 года Джонсон подписал однолетнее соглашение с «Лос-Анджелес Лейкерс». В своем первом сезоне в составе «Лейкерс» Джонсон показал рекордные за карьеру показатели по очкам, подборам, перехватам и блокам. Он был одним из восьми игроков лиги, которые в среднем за игру делали не менее 1 блока и 1 перехвата, и единственным игроком периметра, которому это удавалось. В четырех матчах он набирал 20 и более очков, что является самым большим показателем с момента его дебютного сезона. 29 ноября 2013 года Джонсон набрал 27 очков, а также 6 подборов и 3 блока в победе над «Детройт Пистонс» со счетом 106:102. За сезон он сделал четыре дабл-дабла, что стало рекордом в карьере.
28 июля 2014 года Джонсон переподписал контракт с «Лейкерс» на один год.

### Лос-Анджелес Клипперс (2015—2018)
9 июля 2015 года Джонсон подписал однолетнее соглашение с «Лос-Анджелес Клипперс». Он дебютировал за «Клипперс» в первом матче сезона против «Сакраменто Кингз» 28 октября, набрав 3 очка и сделав 1 перехват в победе со счетом 111-104.
8 июля 2016 года Джонсон переподписал контракт с «Клипперс».

### Нью-Орлеан Пеликанс (2018—2019)
15 октября 2018 года Джонсон был обменян в «Нью-Орлеан Пеликанс» на Алексиса Аженсу.

### Вашингтон Уизардс (2019)
7 февраля 2019 года Джонсон был обменян в «Вашингтон Уизардс» на Маркиффа Морриса и выбор второго раунда драфта 2023 года. 5 апреля 2019 года Джонсон был отчислен «Уизардс».

### Панатинаикос (2019—2020)
22 июля 2019 года Джонсон подписал однолетнее соглашение с «Панатинаикосом» из Греческой баскетбольной лиги и Евролиги. В своей первой игре в составе «Панатинаикоса» Джонсон набрал 7 очков за 19 минут игрового времени против афинского клуба «АЕК».

## Награды и достижения
- 2-я сборная новичков НБА (2011)
- 1-я всеамериканская сборная NCAA (2010)
- Баскетболист года конференции Big East (2010)

## Статистика

### Статистика в НБА
| Сезон   | Команда    | Регулярный сезон | Регулярный сезон          | Регулярный сезон         | Регулярный сезон         | Регулярный сезон                      | Регулярный сезон                   | Регулярный сезон            | Регулярный сезон           | Регулярный сезон              | Регулярный сезон              | Регулярный сезон         | Серия плей-офф  | Серия плей-офф            | Серия плей-офф           | Серия плей-офф           | Серия плей-офф                        | Серия плей-офф                     | Серия плей-офф              | Серия плей-офф             | Серия плей-офф                | Серия плей-офф                | Серия плей-офф           |
| Сезон   | Команда    | Сыгранные матчи  | Матчи в стартовой пятёрке | Количество минут за игру | Процент попаданий с игры | Процент попадания трёхочковых бросков | Процент попадания штрафных бросков | Количество подборов за игру | Количество передач за игру | Количество перехватов за игру | Количество блок-шотов за игру | Количество очков за игру | Сыгранные матчи | Матчи в стартовой пятёрке | Количество минут за игру | Процент попаданий с игры | Процент попадания трёхочковых бросков | Процент попадания штрафных бросков | Количество подборов за игру | Количество передач за игру | Количество перехватов за игру | Количество блок-шотов за игру | Количество очков за игру |
| ------- | ---------- | ---------------- | ------------------------- | ------------------------ | ------------------------ | ------------------------------------- | ---------------------------------- | --------------------------- | -------------------------- | ----------------------------- | ----------------------------- | ------------------------ | --------------- | ------------------------- | ------------------------ | ------------------------ | ------------------------------------- | ---------------------------------- | --------------------------- | -------------------------- | ----------------------------- | ----------------------------- | ------------------------ |
| 2010/11 | Миннесота  | 79               | 63                        | 26,2                     | 39,7                     | 35,6                                  | 69,6                               | 3,0                         | 1,9                        | 0,7                           | 0,7                           | 9,0                      | Не участвовал   | Не участвовал             | Не участвовал            | Не участвовал            | Не участвовал                         | Не участвовал                      | Не участвовал               | Не участвовал              | Не участвовал                 | Не участвовал                 | Не участвовал            |
| 2011/12 | Миннесота  | 65               | 64                        | 22,6                     | 39,8                     | 31,4                                  | 70,6                               | 2,7                         | 0,9                        | 0,5                           | 0,7                           | 6,0                      | Не участвовал   | Не участвовал             | Не участвовал            | Не участвовал            | Не участвовал                         | Не участвовал                      | Не участвовал               | Не участвовал              | Не участвовал                 | Не участвовал                 | Не участвовал            |
| 2012/13 | Финикс     | 50               | 21                        | 19,1                     | 40,7                     | 32,3                                  | 77,1                               | 2,5                         | 0,7                        | 0,4                           | 0,4                           | 8,0                      | Не участвовал   | Не участвовал             | Не участвовал            | Не участвовал            | Не участвовал                         | Не участвовал                      | Не участвовал               | Не участвовал              | Не участвовал                 | Не участвовал                 | Не участвовал            |
| 2013/14 | Лейкерс    | 79               | 62                        | 28,4                     | 42,5                     | 36,9                                  | 79,2                               | 4,4                         | 1,6                        | 1,1                           | 1,0                           | 9,1                      | Не участвовал   | Не участвовал             | Не участвовал            | Не участвовал            | Не участвовал                         | Не участвовал                      | Не участвовал               | Не участвовал              | Не участвовал                 | Не участвовал                 | Не участвовал            |
| 2014/15 | Лейкерс    | 76               | 59                        | 29,5                     | 41,4                     | 35,1                                  | 80,4                               | 4,2                         | 1,6                        | 0,8                           | 0,6                           | 9,9                      | Не участвовал   | Не участвовал             | Не участвовал            | Не участвовал            | Не участвовал                         | Не участвовал                      | Не участвовал               | Не участвовал              | Не участвовал                 | Не участвовал                 | Не участвовал            |
| 2015/16 | Клипперс   | 80               | 9                         | 20,8                     | 40,4                     | 33,3                                  | 65,2                               | 3,1                         | 0,6                        | 1,1                           | 0,7                           | 6,9                      | 6               | 0                         | 12,8                     | 35,7                     | 33,3                                  | 100,0                              | 3,0                         | 0,3                        | 0,2                           | 0,7                           | 2,7                      |
| 2016/17 | Клипперс   | 68               | 3                         | 11,9                     | 36,5                     | 24,6                                  | 64,7                               | 2,7                         | 0,3                        | 0,4                           | 0,4                           | 2,7                      | 3               | 0                         | 3,6                      | -                        | -                                     | 50,0                               | 0,7                         | 0,0                        | 0,3                           | 0,0                           | 0,3                      |
| 2017/18 | Клипперс   | 74               | 40                        | 20,1                     | 40,8                     | 33,9                                  | 74,1                               | 2,9                         | 0,8                        | 1,0                           | 0,8                           | 5,4                      | Не участвовал   | Не участвовал             | Не участвовал            | Не участвовал            | Не участвовал                         | Не участвовал                      | Не участвовал               | Не участвовал              | Не участвовал                 | Не участвовал                 | Не участвовал            |
| 2018/19 | Нью-Орлеан | 26               | 13                        | 14,5                     | 39,8                     | 38,0                                  | 66,7                               | 2,1                         | 0,6                        | 0,5                           | 0,3                           | 3,7                      | Не участвовал   | Не участвовал             | Не участвовал            | Не участвовал            | Не участвовал                         | Не участвовал                      | Не участвовал               | Не участвовал              | Не участвовал                 | Не участвовал                 | Не участвовал            |
| 2018/19 | Вашингтон  | 12               | 0                         | 13,1                     | 25,0                     | 23,1                                  | 70,0                               | 1,5                         | 0,6                        | 0,2                           | 0,4                           | 2,8                      | Не участвовал   | Не участвовал             | Не участвовал            | Не участвовал            | Не участвовал                         | Не участвовал                      | Не участвовал               | Не участвовал              | Не участвовал                 | Не участвовал                 | Не участвовал            |
|         | Всего      | 609              | 334                       | 22,1                     | 40,4                     | 33,7                                  | 74,1                               | 3,2                         | 1,1                        | 0,8                           | 0,7                           | 7,0                      | 9               | 0                         | 9,7                      | 35,7                     | 33,3                                  | 80,0                               | 2,2                         | 0,2                        | 0,2                           | 0,4                           | 1,9                      |

### Статистика в NCAA
| Сезон       | Команда     | Конференция | Год обучения («FR» — 1 курс, «SO» — 2 курс, «JR» — 3 курс, «SR» — 4 курс) | Сыгранные матчи | Матчи в стартовой пятёрке | Количество минут за игру | Процент попаданий с игры | Процент попадания трёхочковых бросков | Процент попадания штрафных бросков | Количество подборов за игру | Количество передач за игру | Количество перехватов за игру | Количество блок-шотов за игру | Количество очков за игру |
| ----------- | ----------- | ----------- | ------------------------------------------------------------------------- | --------------- | ------------------------- | ------------------------ | ------------------------ | ------------------------------------- | ---------------------------------- | --------------------------- | -------------------------- | ----------------------------- | ----------------------------- | ------------------------ |
| 2006/07     | Айова Стэйт | Big 12      | FR                                                                        | 31              | 30                        | 31,7                     | 44,5                     | 29,4                                  | 75,3                               | 7,9                         | 1,1                        | 0,8                           | 1,1                           | 12,3                     |
| 2007/08     | Айова Стэйт | Big 12      | SO                                                                        | 27              | 25                        | 27,0                     | 39,6                     | 33,3                                  | 77,9                               | 4,0                         | 1,4                        | 0,9                           | 0,4                           | 12,4                     |
| 2009/10     | Сиракьюс    | Big East    | JR                                                                        | 35              | 35                        | 35,0                     | 50,2                     | 41,5                                  | 77,2                               | 8,5                         | 2,2                        | 1,7                           | 1,8                           | 16,5                     |
| Всего       | Всего       | Всего       | Всего                                                                     | 93              | 90                        | 31,6                     | 45,4                     | 34,9                                  | 76,8                               | 7,0                         | 1,6                        | 1,1                           | 1,2                           | 13,9                     |
| Айова Стэйт | Айова Стэйт | Айова Стэйт | Айова Стэйт                                                               | 58              | 55                        | 29,5                     | 42,1                     | 31,6                                  | 76,5                               | 6,1                         | 1,2                        | 0,8                           | 0,8                           | 12,3                     |
| Сиракьюс    | Сиракьюс    | Сиракьюс    | Сиракьюс                                                                  | 35              | 35                        | 35,0                     | 50,2                     | 41,5                                  | 77,2                               | 8,5                         | 2,2                        | 1,7                           | 1,8                           | 16,5                     |

### Статистика в других лигах
| Сезон | Команда      | Лига             | GP | GS | MPG  | FG%  | 3P%  | FT%  | RPG | APG | SPG | BPG | PFL | TOV | PPG |
| --- | ------------ | ---------------- | -- | -- | ---- | ---- | ---- | ---- | --- | --- | --- | --- | --- | --- | --- |
| 2019/20 | Все клубы    | Все лиги         | 46 | 5  | 18,3 | 46,0 | 39,1 | 68,4 | 2,8 | 1,0 | 0,7 | 0,5 | 1,8 | 0,4 | 5,2 |
| 2019/20 | Панатинаикос | Евролига         | 28 | 0  | 15,7 | 34,8 | 26,3 | 66,7 | 2,4 | 0,6 | 0,6 | 0,5 | 1,8 | 0,4 | 3,3 |
| 2019/20 | Панатинаикос | Чемпионат Греции | 18 | 5  | 22,2 | 56,8 | 52,8 | 70,6 | 3,4 | 1,7 | 0,9 | 0,6 | 1,7 | 0,5 | 8,2 |
| Всего | Всего        | Всего            | 46 | 5  | 18,3 | 46,0 | 39,1 | 68,4 | 2,8 | 1,0 | 0,7 | 0,5 | 1,8 | 0,4 | 5,2 |
| Наведите курсор мыши на аббревиатуры в заголовке таблицы, чтобы прочесть их расшифровку Статистика приведена с сайта basketball.realgm.com |              |                  |    |    |      |      |      |      |     |     |     |     |     |     |     |